# 李偉光
李偉光（1897年10月8日—1954年），原名李應章，臺灣彰化縣二林鎮人，醫師及社會活動家，為二林蔗農事件領導者，亦為臺灣民主自治同盟（簡稱“臺盟”）的創建人之一。

## 生平
李應章於1897年10月8日出生臺中二林。1921年3月，從臺灣總督府醫學專門學校畢業，進入赤十字社醫院從事熱帶醫學研究約一年；之後返回家鄉二林開設私立保安醫院。在臺灣總督府醫學專門學校學習時，受到五四運動影響，經常閱讀《新青年》等進步刊物。1920年11月，曾經和臺灣總督府醫學專門學校四年級同學組織觀光團，赴辛亥革命根據地廣東番禺旅行，參觀了黃花崗七十二烈士墓和孫中山的護法軍政府。
1921年10月，參加臺灣文化啓蒙運動以及臺灣農民運動，出任林獻堂、蔣渭水、蔡培火等人組織的臺灣文化協會理事。1925年，擔任二林蔗農組合的負責人，同年10月領導了二林蔗農事件，10月23日李應章於診所遭到逮捕，被判處8個月徒刑，入獄期間李應章家中被燒毀，其父親病逝，為農民運動付出相當大的代價。
後因躲避臺灣總督府通緝，1932年2月5日離家，自臺灣到福建廈門，三月在鼓浪嶼開設神州醫院，四月加入中國共產黨。他利用神州醫院醫生的身份掩護來往的革命人士，並為從游擊區轉移出來的傷病員治病，曾經掩護過中國工農紅軍總參謀長張雲逸和方毅等人。1934年11月，地方公安機構包圍神州醫院並抓捕中共地下工作人員，李應章經汕頭、英屬香港、廣州於年底抵達上海，在上海日租界開設「偉光醫院」行醫，並改名為「李偉光」。
1937年，蘆溝橋事變爆發後，上海隨即發生八一三事变，李偉光與一批臺灣青年組織臺灣革命大同盟，在《救亡日報》上發表臺灣革命大同盟的宣言和綱領；他還透過中國共產黨上海辦事處主任劉少文和吳成方等接上組織關係，在醫院中建立秘密機關，先後掩護曹荻秋、張執一等人。
1945年，中國抗日戰爭勝利，李偉光擔任於11月成立的臺灣旅滬同鄉會的理事長，協助到達上海的臺灣人，如李友邦的台灣義勇隊的隊員，1946年1月，接洽美國輪船運送第一批難民1800人回台。同鄉會也幫助中共組織發展，並號召臺灣民眾反對美國及蔣中正的統治。1946年9月12日，李偉光回台灣，拜會陳儀等政要並參與紀念二林事件的活動，於9月底回上海。1947年，臺灣旅滬同鄉會於二二八事件中給予臺灣民眾聲援，3月3日，李偉光代表台灣旅滬同鄉會上書蔣介石，請求徹查慘案真相，嚴懲慘案造成的法律和道德責任；要求澄清吏治，以新台人耳目。
1947年7月31日，臺灣民主自治同盟華東總支部在上海成立，李偉光當選臺盟第一屆總部理事、臺盟華東總支部第一任主任委員。1949年，作為臺盟代表之一，出席中國人民政治協商會議第一屆全體會議。1949年，中國人民解放軍占領上海，李偉光出任上海市人民政府衛生局顧問。1954年，李偉光當選上海市第一屆人民代表大會代表，並於該年逝世。